# La Chaux (Cossonay)
La Chaux (Cossonay) (do 1952 La Chaux) − miejscowość i gmina (commune) w zachodniej Szwajcarii, w kantonie Vaud, w okręgu (district) Morges. Leży nad rzekami Venoge i Veyron. 

## Demografia
W La Chaux (Cossonay) mieszka 413 osób. W 2021 roku 11,9% populacji gminy stanowiły osoby urodzone poza Szwajcarią.

## Transport
Przez teren gminy przebiega droga główna nr 129.